# Melolonthini
Melolonthini — триба пластинчастовусих жуків підродини хрущі. Найбагатша видами триба хрущів: налічує станом на 2021 рік 256 родів, об'єднаних у 7 підтрибах, і майже 3400 видів. Переважно великі жуки. Личинка розвивається тривалий час — 2-5 років. Через прихований спосіб життя личинки досліджені погано, на 2021 рік описані лише близько 60 личинок. 
Середньогрудний та задньогрудний ганглії злиті.
У Палеарктиці налічується 16 родів з понад 180 видами. У Неарктичній зоні триба представлена лише 7 родами: Amblonoxia, Dinacoma, Hypothyce, Hypotrichia, Plectrodes, Polyphylla, Thyce. В Австралії описано 17 родів і понад 120 видів. В Україні відомо 8 видів з 3 родів.

## Таксономія
Трибу зазвичай поділяють на 7 підтриб:
- Enariina Dewailly, 1950
- Heptophyllina Medvedev, 1951
- Leucopholina Burmeister, 1855
- Melolonthina Leach, 1819
- Pegylina Lacroix, 1989
- Rhizotrogina Burmeister, 1855
- Schizonychina Burmeister, 1855

Утім інші автори виділяють підтрибу Rhizotrogina як окрему трибу Rhizotrogini.